# 小池高山インターチェンジ
小池高山インターチェンジ（おいけたかやまインターチェンジ）は、熊本県上益城郡御船町にある九州中央自動車道のインターチェンジ（地域活性化インターチェンジ）である。設置決定当初の仮称は、小池インターチェンジであった。
九州中央自動車道は、新直轄方式で整備され無料で通行できるため、当ICには料金所は設置されない。嘉島JCTとの間に設置される益城本線料金所で、九州自動車道の料金が徴収される。
2014年3月22日に、嘉島JCT - 小池高山IC間の開通に伴い供用を開始した。
地域活性化インターチェンジとして熊本県の申請に基づき設置されたことから、国道443号から高速道路本線までの連結路は熊本県が整備しており、連結路についても国道443号に指定されている。

## 歴史
- 1998年（平成10年）12月15日：御船 - 矢部間について日本道路公団 (JH) に対し施行命令[3]。
- 2004年（平成16年）1月30日：同区間について新直轄方式に変更される[4]。
- 2005年（平成17年）度：用地着手・工事着手[4]。
- 2009年（平成21年）6月30日：国土交通相より、地域活性化インターチェンジとして小池ICの設置が許可される[5]。
- 2014年（平成26年）3月22日：嘉島JCT - 小池高山IC間開通に伴い、供用開始[6]。
- 2018年（平成30年）12月16日：小池高山IC - 山都中島西IC間開通[7]。

## 接続する道路
- 直線接続
  - 国道443号（土山バイパス）[5]

## 隣
E77 九州中央自動車道
(15-2)嘉島JCT - 益城本線料金所 - (1)小池高山IC - (2)上野吉無田IC